# نورتون ایندیانا
نورتون ایندیانا (به انگلیسی: Norton) یک منطقهٔ مسکونی در ایالات متحده آمریکا است که در ایندیانا واقع شده‌است. نورتون ایندیانا ۱۶۶ متر بالاتر از سطح دریا قرار دارد.